# Iturigierzwaluw
De Iturigierzwaluw (Telacanthura melanopygia) is een vogel uit de familie Apodidae (gierzwaluwen).

## Verspreiding en leefgebied
Deze soort komt voor van Sierra Leone tot Kameroen en Gabon, zuidwestelijke Centraal-Afrikaanse Republiek en noordelijk Congo-Kinshasa.